# Ringschläger

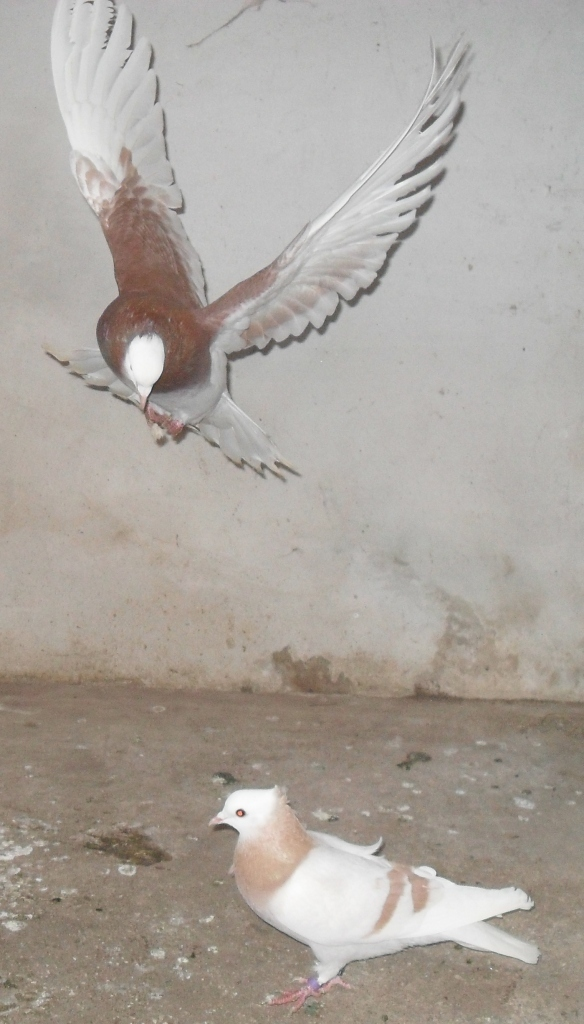
Ein Paar Rheinischer Ringschläger (rotfahl und gelbfahl) während des Ringschlagens.

Ringschläger sind eine Gruppe der Rassetauben und unterscheiden sich von anderen Haustauben durch eine besondere Flugweise, dem Ringschlagen.
Diese durch Selektion geförderte Verhaltensweise kann aus der Balz hergeleitet werden, dem Verschmelzen verschiedener Formen der Bodenbalz. Aus dem Umkreisen der Täubin, dem Drehen des Täubers vor der stehenden Täubin und dem Flügelschlagsprung hinter der davon laufenden Täubin, einem imponierenden Hochfliegen mit Flügelklatschen, wurde das Fliegen im Kreise über der Täubin mit Zusammenschlagen der Schwingen.

## Systematik und Rassen
Ringschläger sind Spielflugtauben, zu denen auch Groninger (NL/1105) und Geldersche Slenken (NL/1106) gehören. In der „Systematik der Rassen von Haustauben nach charakteristischen Merkmalen“ von Gleichauf (1966), Schütte und Vogel (1978) gehören die Ringschläger, neben Slenken und Smyter (B/053), eine Formentaube, einer Untergruppe der Kropftauben an. In der „EE-Liste für Rassetauben“ (ELRT) des Europäischen Verbandes für Geflügel-, Tauben-, Vogel-, Kaninchen- und Caviazucht (EE) sind Ringschläger als Spielflugtauben in die Gruppe der Tümmler- und Hochflugtauben integriert.
Der Sonderverein der Züchter von Ringschlägertauben betreut in Deutschland vier Rassen mit Ringschlageigenschaften:
- Anatolischer Ringschläger (TR(D)/1104)
- Belgischer Ringschläger (B/1102)
- Rheinischer Ringschläger (D/1103)
- Speelderke (B/1101)

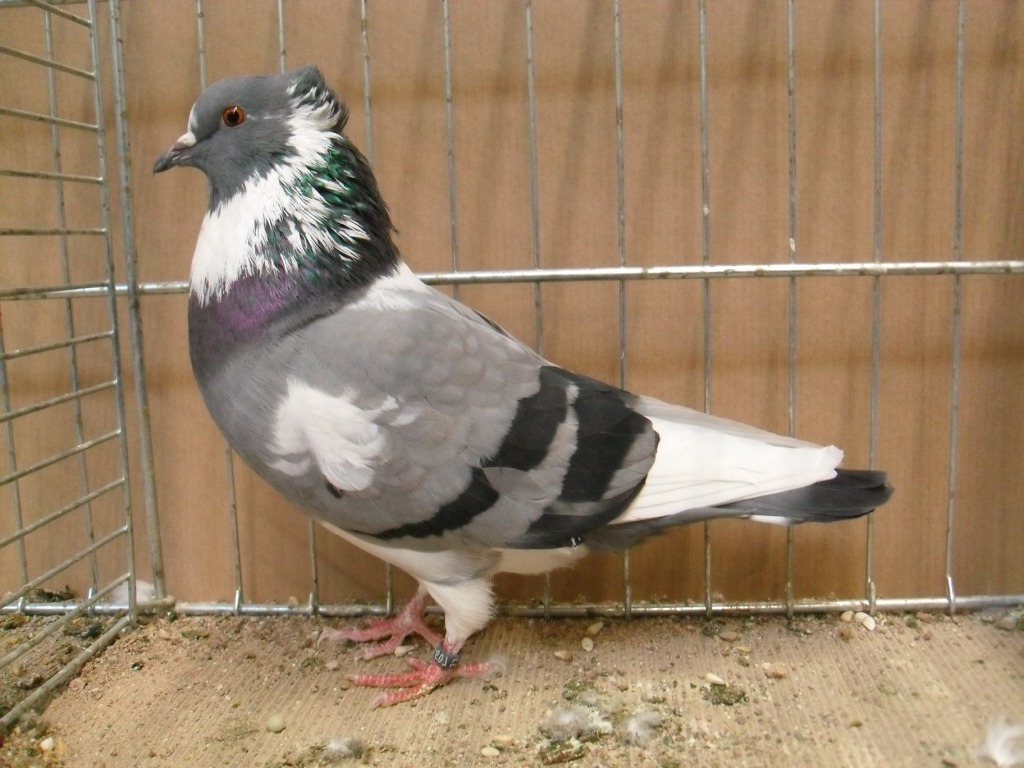
Speelderke in Blau
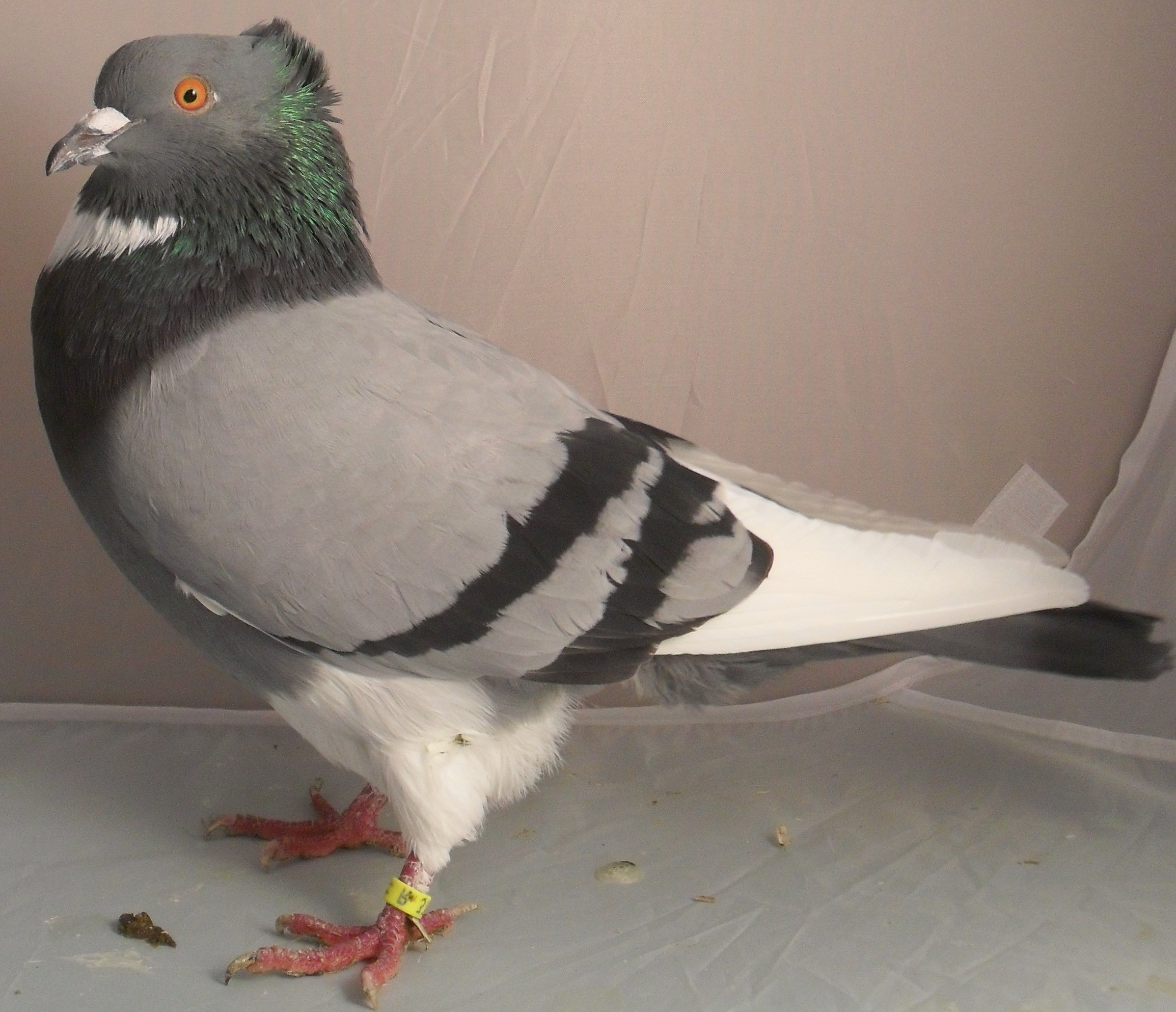
Blauer Belgischer Ringschläger
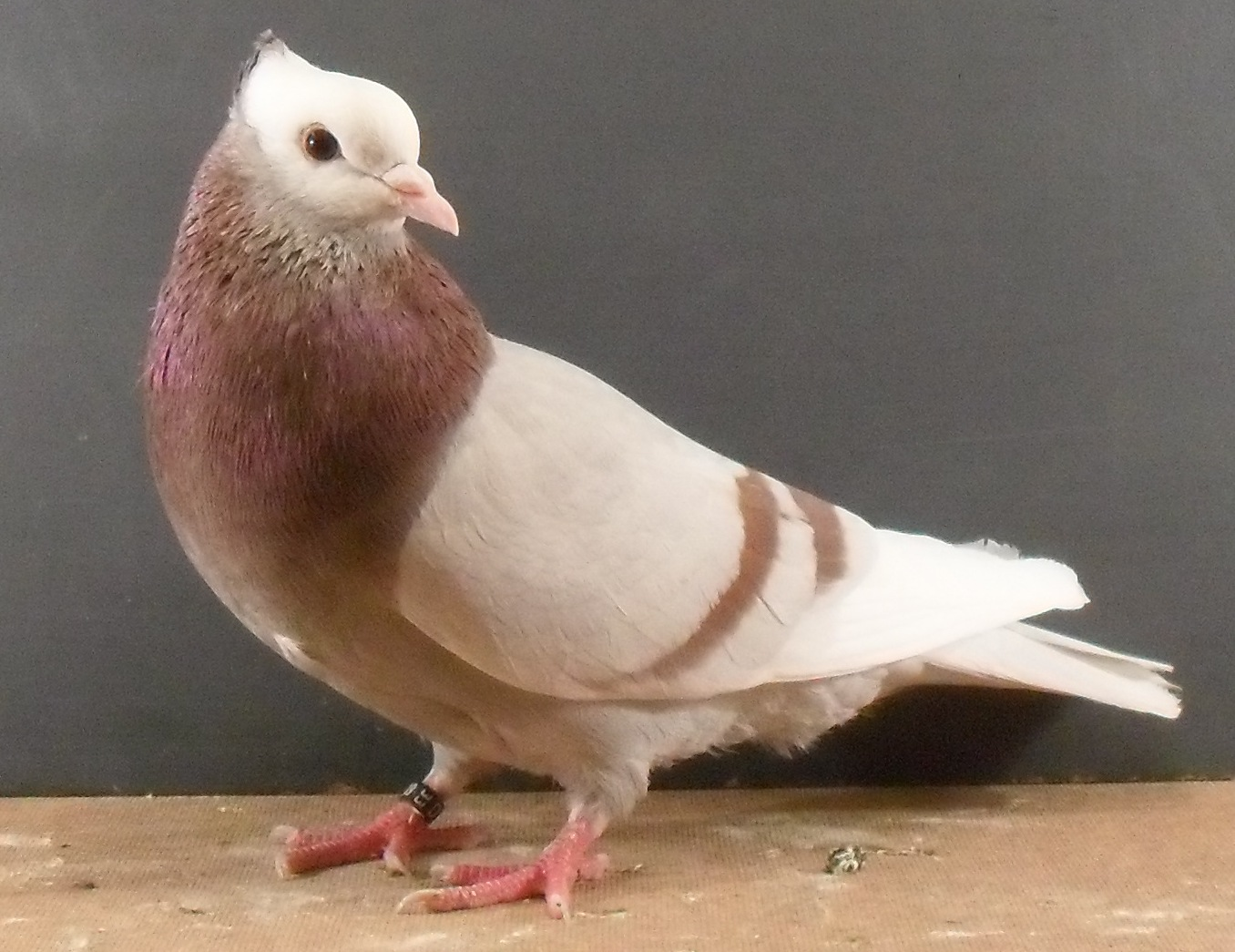
Rheinischer Ringschläger in Rotfahl
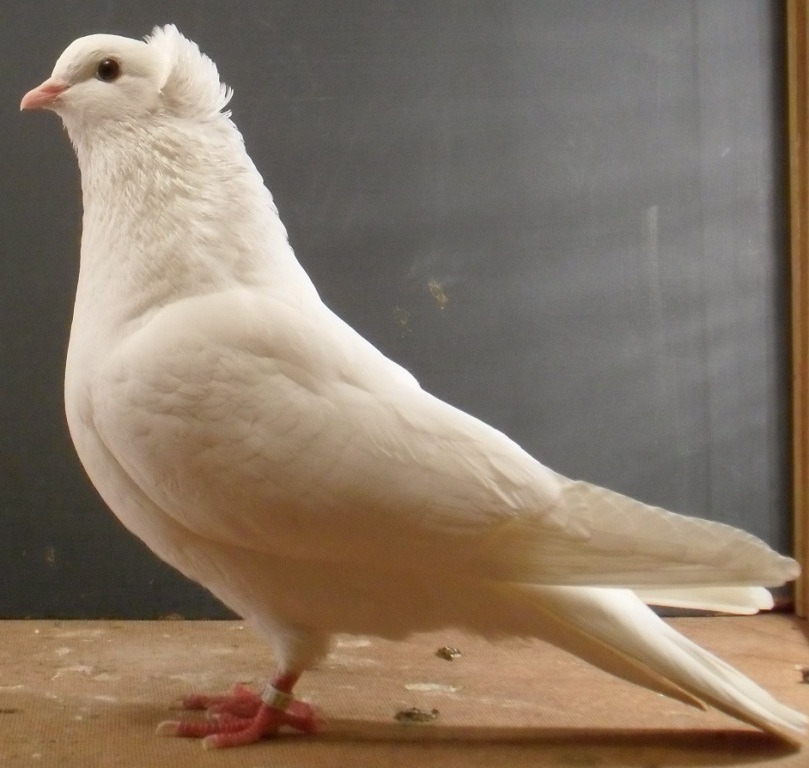
Weißer Anatolischer Ringschläger

## Wettbewerbe
Ringschlägerzüchter wollen Leistung und Schönheit in der Ringschlägerzucht gleichermaßen fördern. Nur Ringschlägerzüchter, die mit ihren Tauben am Schönheitswettbewerb und dem Leistungsmessen der Ringschläger teilgenommen haben, können den Titel des „Deutschen Meisters“ erwerben. Um die Leistung der Täuber zu messen, richtet der Sonderverein jedes Jahr, vor Beginn der Zucht, einen Ringschlagwettbewerb aus, bei dem die besten Dreher je Rasse und Farbenschlag ermittelt werden. Die so erworbenen Ringschlagpunkte der Täuber werden nach der Schausaison mit den Schaupunkten zur Ermittlung des Deutschen Meisters verrechnet.